# Luanda, a Fábrica da Música
Luanda, a Fábrica da Música es un documental angoleño de 2009 sobre Kuduro dirigido por Inês Gonçalves y Kiluanje Liberdade. 

## Sinopsis
En medio de un barrio pobre de Luanda, DJ Buda posee un estudio de grabación, que brinda la oportunidad a los jóvenes cantantes de expresarse. Entre rimas, los niños gritan todas sus preocupaciones y experiencias cotidianas en un antiguo micrófono. Al final bailan alegremente, ríen y escuchan su propio trabajo con los residentes del barrio.

## Festivales
La película se proyectó en distintos festivales de cine como:
- DokFest, Alemania (2010)[1]
- Festival Mundial de Cine, Canadá (2010)[2]
- Festival de Cine Africano de Córdoba, España (2010)[3]
- Play-Doc, España (2010)[4]
- Africa in the Picture, Países Bajos (2009)[5]
- DocLisboa, Portugal (2009)
- DokLeipzig, Alemania (2009)
- My World Images, Dinamarca
- Centro de Cultura Africana, Noruega